# 北海道道1023号上徳志別乙忠部線

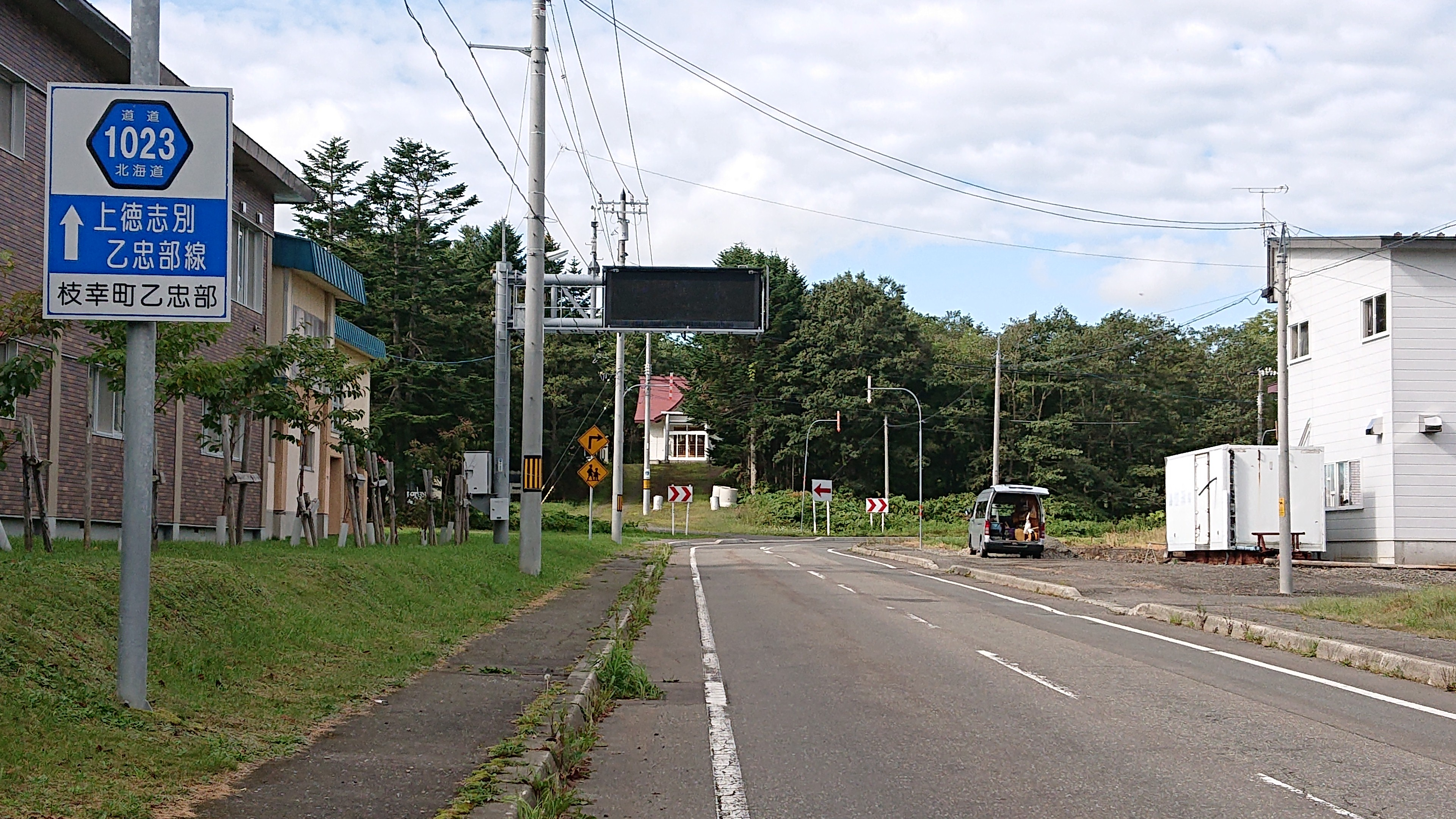
北海道道1023号上徳志別乙忠部線（枝幸町乙忠部）

北海道道1023号上徳志別乙忠部線（ほっかいどうどう1023ごう かみとくしべつおつちゅうべせん）は、北海道枝幸郡枝幸町内を結ぶ一般道道（北海道道）である。

## 概要

### 路線データ
- 起点：北海道枝幸郡枝幸町歌登上徳志別（北海道道120号美深中頓別線交点）
- 終点：北海道枝幸郡枝幸町乙忠部（国道238号交点）
- 路線延長：10.2 km（総延長）

## 歴史
- 1982年（昭和57年）9月30日 路線認定[1]。

かつてこの路線は、乙忠部中頓別線（路線番号165、1957年（昭和32年）3月31日認定）の一部であった。上徳志別と中頓別の間が美深中頓別線の一部となった際に、残存区間を新たに認定したものである。

## 地理

### 通過する自治体
- 宗谷総合振興局
  - 枝幸郡枝幸町

### 交差する道路
枝幸町
- 北海道道120号美深中頓別線 - 歌登上徳志別（起点）
- 国道238号 - 乙忠部（終点）

### 沿線にある施設など
枝幸町
- 枝幸町立乙忠部小学校 - 乙忠部